# Zusatzversicherung
Mit dem Begriff Zusatzversicherung wird umgangssprachlich eine Krankenzusatz- oder Unfall-Zusatzversicherung für gesetzlich Versicherte beschrieben. Daneben erweitert sich die Bedeutung auf die Berufsunfähigkeitsversicherung, so bei Kombinationsprodukten, die neben Rentenbausteinen Berufsunfähigkeits- und Risikolebensversicherung vorsehen.
In Deutschland lässt sich eine steuerlich geförderte Rürup-Rente bis zu 49 % vom Tarifbeitrag um einen Berufsunfähigkeits- bzw. Hinterbliebenenschutz ergänzen.
In Deutschland gibt es 25 Millionen private Zusatzversicherungen.
In Österreich wird darunter eine Versicherung verstanden, die neben der Sonderklasse im Krankenhaus auch ambulante Heilbehandlungen (sprich den ambulanten Tarif) abdecken.